# Pontevedra
Pontevedra là một đô thị trong tỉnh Pontevedra, Galicia, Tây Ban Nha. Đây là thủ phủ của tỉnh Pontevedra. Dân số 80.191 người (2007), mật độ 635/km².
Năm 1999, Pontevedra đã chuyển trung tâm thời trung cổ rộng 300.000 mét vuông của mình thành phố đi bộ bằng cách cấm tất cả nhưng lưu lượng ô tô thiết yếu. Trung tâm cấm xe hơi của Pontevedra giúp biến nó thành một trong những thành phố dễ tiếp cận nhất, dẫn đến giải thưởng về chất lượng đô thị: giải thưởng quốc tế châu Âu, "Intermodes" tại Brussels vào năm 2013, giải thưởng Habitat của Liên hợp quốc tại Dubai vào năm 2014 và "Giải thưởng xuất sắc "Trung tâm thiết kế tích cực ở thành phố New York năm 2015. 